# Natallja Baschynskaja
Natallja Wladimirowna Baschynskaja, geb. Sytschowa (russisch Наталья Владимировна Башинская/Сычёва, * 12. März 1964 in Belorezk, Baschkirische ASSR, Russische SFSR, Sowjetunion) ist eine ehemalige sowjetische und belarussische Biathletin und heutige Biathlontrainerin.

## Karriere
Natallja Baschynskaja begann 1984 in der Sowjetunion mit dem Biathlonsport und gehörte noch unter ihrem Geburtsnamen Sytschowa zu den ersten Mitgliedern der belarussischen Nationalmannschaft nach der Gründung des Verbandes im Zuge des Zerfalls der Sowjetunion. Sie hatte ihren größten Erfolg, als sie bei den Biathlon-Weltmeisterschaften 1993 in Borowez starten konnte. Im Einzel lief sie auf den 30. Rang, wurde 12. des Sprints und mit Natallja Permjakawa, Natallja Ryschankowa und Swjatlana Paramyhina Fünfte des Staffelrennens. Mit der Mannschaft gewann sie in derselben Besetzung hinter Frankreich und vor Polen die Silbermedaille. Im regulären Biathlon-Weltcup erreichte sie in der Saison 1992/93 mit Platz 19 beim Sprint in Östersund ihr bestes Einzelergebnis, auch auf der Pokljuka und in Kontiolahti lief sie in dieser Saison in die Punkteränge. Zuletzt taucht ihr Name in der Saison 1994/95 in den Ergebnislisten auf.

## Sonstiges
Baschynskaja lebte zunächst in Minsk und arbeitet seit 2012 als Biathlontrainerin für Kinder in der Jugendsportschule СДЮСШОР №3 (SDJuSSchOR Nr.3) in Oktjabrski in ihrer Heimat Baschkortostan.

## Statistiken

### Weltcupplatzierungen
Die Tabelle zeigt alle Platzierungen (je nach Austragungsjahr einschließlich Olympische Spiele und Weltmeisterschaften).
- 1.–3. Platz: Anzahl der Podiumsplatzierungen
- Top 10: Anzahl der Platzierungen unter den ersten zehn (einschließlich Podium)
- Punkteränge: Anzahl der Platzierungen innerhalb der Punkteränge (einschließlich Podium und Top 10)
- Starts: Anzahl gelaufener Rennen in der jeweiligen Disziplin

| Platzierung         | Einzel | Sprint | Verfolgung | Massenstart | Team | Staffel | Gesamt |
| ------------------- | ------ | ------ | ---------- | ----------- | ---- | ------- | ------ |
| 1. Platz            |        |        |            |             |      |         |        |
| 2. Platz            |        |        |            |             | 1    |         | 1      |
| 3. Platz            |        |        |            |             |      |         |        |
| Top 10              |        |        |            |             | 1    | 6       | 7      |
| Punkteränge         | 2      | 4      |            |             | 2    | 7       | 15     |
| Starts              | 7      | 8      |            |             | 2    | 7       | 24     |
| Stand: Karriereende |        |        |            |             |      |         |        |

### Biathlon-Weltmeisterschaften
Ergebnisse bei den Weltmeisterschaften:
| Weltmeisterschaften | Weltmeisterschaften | Einzelwettbewerbe | Einzelwettbewerbe | Einzelwettbewerbe | Einzelwettbewerbe | Staffelwettbewerbe | Staffelwettbewerbe |
| Jahr                | Ort                 | Einzel            | Sprint            | Verfolgung        | Massenstart       | Damenstaffel       | Team               |
| ------------------- | ------------------- | ----------------- | ----------------- | ----------------- | ----------------- | ------------------ | ------------------ |
| 1993                | Borowez             | 30.               | 12.               | –                 | –                 | 5.                 | 2.                 |
| 1995                | Antholz             | 60.               | –                 | –                 | –                 | 11.                | 11.                |